# Moon Pil-hee
Dans ce nom coréen, le nom de famille, Moon, précède le nom personnel.
Moon Pil-hee, née le 2 décembre 1982, est une handballeuse internationale sud-coréenne. 
Avec l'équipe de Corée du Sud, elle participe aux jeux olympiques de 2004 et 2008 où elle remporte respectivement des médailles d'argent et de bronze.

## Palmarès
- Jeux olympiques d'été
  -  aux jeux Olympiques de 2004 à Athènes,  Grèce
  -  aux jeux Olympiques de 2008 à Pékin,  Chine